# (39882) Edgarmitchell
1998 EM11 (asteroide 39882) é um asteroide da cintura principal. Possui uma excentricidade de 0.01547130 e uma inclinação de 5.37152º.
Este asteroide foi descoberto no dia 1 de março de 1998 por Eric Walter Elst em La Silla.